# Erbita
Erbita è stata un'antica città della Sicilia, di origine sicula, menzionata per la prima volta nel 445 a.C. circa (Diodoro, XII, 8)
Nel 403 a.C. fu invano assediata da Dionisio I di Siracusa (Diodoro, XIV, 15 e 16). Poche sono le menzioni di Erbita fino al I secolo a.C., durante il processo di Verre, dove Cicerone (Verrine, III, 32) la definisce "honesta et copiosa civitas" ("bella e ricca città"). La città era posta in un territorio alquanto fertile, che forniva abbondante grano: la maggior parte degli abitanti era di professione agricola. Ad Erbita, Verre pose il suo amico Escrione di Siracusa a capo dell'appalto delle decime (Verrine, III, 31).
Non si è certi dell'ubicazione della città:
- Tolomeo (III, 4, 13) la pone tra Agyrium e Leontini
- Cluverio (Sicilia, p. 329) la posiziona presso l'attuale Nicosia
- E Plinio (Naturalis historia, III, 8-14) all'incirca presso il territorio disabitato dell'attuale comune di Sperlinga